# Angustia (película de 1947)
Angustia es una película española de drama de 1947, dirigida por José Antonio Nieves Conde y protagonizada en los papeles principales por Amparo Rivelles y Adriano Rimoldi.

## Sinopsis
Elena y Marcos viven en una casa de huéspedes. Sus graves apuros económicos los obligan a recurrir a la ayuda de la señora Jarque, una tía de Elena que menosprecia asiduamente a Marcos. Un día Marcos sueña que mata a la señora Jarque, y al día siguiente esta aparece sin vida.

## Reparto
- Adriano Rimoldi como Marcos
- Amparo Rivelles como Elena
- Rafael Bardem como	Inspector
- Julia Caba Alba como Lula
- María Francés como Sra. Jarque
- Milagros Leal como Olivia
- Carmen de Lucio como Isabel
- Fernando Nogueras como Canel
- José María Rodero como Andrés
- Aníbal Vela como Sr. Marí
- Ángel Álvarez como Bibliotecario

## Premios
4.ª edición de las Medallas del Círculo de Escritores Cinematográficos
| Categoría         | Nominados             | Resultado |
| ----------------- | --------------------- | --------- |
| Mejor fotografía  | José Fernández Aguayo | Ganador   |
| Mejores decorados | Antonio Labrada       | Ganador   |